# Maja že ve
Maja že ve je pravljica Dima Zupana, namenjena otrokom in mladini.

## Interpretacija besedila
Glavna junakinja Maja je postala mala šolarka. Spopada se s problemi, ki so primerni njeni starosti. Odkriva svet in je radovedna. Skupaj z bratom Tinetom, ki obiskuje četrti razred, staršem večkrat kaj ušpiči, ampak kot mlajša sestrica je le redko kaznovana. Tako Maja prepričuje brata naj ji bere knjigo v postelji, želi si imeti posodo z milnico, ki jo, kot je napovedal Tine, kmalu prevrne in zlije vsebino na tla. Tine ima težave v šoli, večkrat domov prinese kakšno opozorilo učiteljice o neprimernem vedenju. Na dom prideta tudi policista, saj je Tine razbil okensko polico bližnje trgovine. Otroka gojita pristen sestrsko-bratski odnos, kar se pokaže v zimskem času, ko Majo prijatelj omavža. Takrat nastopi Tine, ki brani svojo sestro.

## Analiza besedila
Maja že ve je zbirka kratkih zgodb, napisanih za mladino. Vse so duhovite, mladostne in ustvarjalne. Kažejo na odnose med brati in sestrami ter starši. Kraj in čas dogajanja nista znana, teme različnih zgodbic pa so aktualne, zato se lahko dogajajo kadarkoli, kjerkoli.